# Lathrolestes periclistae
Lathrolestes periclistae là một loài tò vò trong họ Ichneumonidae.